# Journal of Clinical Lipidology
Das Journal of Clinical Lipidology, abgekürzt J. Clin. Lipidol., ist eine wissenschaftliche Fachzeitschrift, die vom Elsevier-Verlag veröffentlicht wird. Die Zeitschrift ist das offizielle Publikationsorgan der US-amerikanischen National Lipid Association und erscheint mit sechs Ausgaben im Jahr. Es werden Arbeiten veröffentlicht, die sich mit Störungen des Lipidmetabolismus beschäftigen.
Der Impact Factor lag im Jahr 2014 bei 3,904. Nach der Statistik des ISI Web of Knowledge wird das Journal mit diesem Impact Factor in der Kategorie Pharmakologie und Pharmazie an 44. Stelle von 254 Zeitschriften geführt.